# Margarito Soto Reyes
Margarito „El Tigre“ Soto Reyes ist ein mutmaßlicher Anführer des mexikanischen Sinaloa-Kartells und möglicher Nachfolger des Ende Juli 2010 von der Polizei erschossenen Ignacio Coronel.
Er wird verdächtigt, monatlich eine halbe Tonne unterschiedlichster Drogen in die Vereinigten Staaten geschmuggelt zu haben.
Er wurde am 25. September 2010 in der Stadt Guadalajara im Bundesstaat Jalisco festgenommen.